# Miguel Barceló Pérez
Miguel Barceló Pérez (Benidorm, 28 de desembre de 1923 - Benidorm, 12 de març de 2018) fou un polític valencià, senador per Alacant al Senat d'Espanya. Fou sogre d'Eduardo Zaplana.

## Biografia
De petit va viure amb la seva família a Barcelona, però durant la guerra civil espanyola tornaren a Benidorm. Després de la guerra va estudiar a Madrid, i quan tornà a Benidorm treballà com a empresari en administració de finques i director d'empreses turístiques. Alhora, el seu germà Jaime fou alcalde de Benidorm de 1969 a 1971.
Durant les eleccions generals espanyoles de 1977 presidí la gestora que fundà la Unió de Centre Democràtic a Benidorm. Quan es produí l'ensulsiada d'aquest partit va optar a l'alcaldia de Benidorm a les eleccions municipals espanyoles de 1983 com a cap de llista del Partit Demòcrata Liberal, però no fou escollit. Se'n va donar de baixa per a presentar-se cop a cap de la llista d'Alianza Popular a les eleccions municipals espanyoles de 1987, i fou escollit regidor.
Simultàniament fou escollit senador per la província d'Alacant a les eleccions generals espanyoles de 1986, 1989, 1993, 1996, 2000, 2004 i 2008. Dins del senat fou secretari segon (1988-1989) i vicepresident primer (2000-2004) de la comissió de relacions amb el Defensor del Poble i dels Drets Humans (1988-1989 i 2000-2004), president de la Comissió Especial sobre la Manipulació Genètica amb Finaltiats de Producció d'Aliments (1999-2000), vicepresident segon de la Comissió Mixta per a l'Estudi del Problema de les Drogues (1996-1999) del Senat d'Espanya. Fou substituït en l'escó pel seu net Agustín Almodóbar Barceló.
Fou adjunt primer del Síndic de Greuges del País Valencià (1993-1996) i president del Consell Valencià del Moviment Europeu. En febrer de 2011 patí un atac de cor del que se'n va recuperar.